# Hold on My Heart
«Hold on My Heart» (en español: «Agarránte de mi corazón») es el título de una balada interpretada por la banda inglesa de rock Genesis, incluida en su 14.º álbum de estudio, We Can't Dance (1991), La canción fue lanzada como el tercer sencillo del álbum el 23 de marzo de 1992, la canción resultó ser exitosa tanto en el Reino Unido como en los Estados Unidos, logrando solamente el puesto número 16 en la Lista de sencillos británica y el número 12 en el Billboard Hot 100. El videoclip muestra a la banda tocando en un club nocturno vacío.

## Actuaciones en directo
La canción fue tocada en vivo en el The Way We Walk, Calling All Stations (con Ray Wilson como voz principal, aunque rara vez actuaba) y luego en Turn It On Again: The Tour.
Una versión en vivo aparece en sus álbumes de The Way We Walk, Volume One: The Shorts y Live Over Europe 2007, así como en sus películas de The Way We Walk - Live in Concert y When in Rhome 2007.

## Lista de pistas
CD maxisencillo
1. «Hold on My Heart»
2. «Way of the World»
3. «Home by the Sea» (live)
4. «Your Own Special Way» (live)

7" sencillo
1. «Hold on My Heart» — 4:38
2. «Way of the World» — 5:38

## Listas

### Posiciones máximas
| Lista (1992)                                 | Máxima posición |
| -------------------------------------------- | --------------- |
| French SNEP Singles Chart                    | 19              |
| German Singles Chart                         | 45              |
| Irish Singles Chart                          | 20              |
| UK Singles Chart                             | 16              |
| U.S. Billboard Hot 100                       | 12              |
| U.S. Billboard Hot Adult Contemporary Tracks | 1               |

### Listas de fin de año
| Lista de fin de año (1992) | Posición |
| -------------------------- | -------- |
| U.S. Billboard Hot 100     | 62       |

### Sucesión en listas
| Predecesor: «Hazard» de Richard Marx | U.S. Billboard Hot Adult Contemporary Tracks — Sencillo N.º 1 16 de mayo de 1992 - 19 de junio de 1992 | Sucesor: «If You Asked Me To» de Céline Dion |